# Sousedi (film, 2014)
Sousedi (v anglickém originále Neighbors nebo Bad Neighbours) je americký komediální film z roku 2014. Režie se ujal Nicholas Stoller a scénáře Andrew J. Cohen a Brendan O'Brien. Hlavní role hrají Seth Rogen, Zac Efron, Rose Byrne, Christopher Mintz-Plasse a Dave Franco.
Film měl premiéru na South by Southwest 8. března 2014 a do kin byl oficiálně uveden 9. května 2014. Film získal pozitivní kritiku a vydělal přes 270 milionů dolarů. Sequel Sousedi 2 měl premiéru 20. května 2016.

## Obsazení
| Seth Rogen               | Mac Radner              |
| Zac Efron                | Teddy Sanders           |
| Rose Byrne               | Kelly Radner            |
| Christopher Mintz-Plasse | Scoonie Schofield       |
| Dave Franco              | Pete Regazolli          |
| Ike Barinholtz           | Jimmy Blevins           |
| Carla Gallo              | Paula Faldt             |
| Craig Roberts            | Gary                    |
| Jerrod Carmichael        | Garf                    |
| Lisa Kudrow              | děkanka Carol Gladstone |
| Hannibal Buress          | strážník Watkins        |
| Halston Sage             | Brooke Shy              |
| Ali Cobrin               | Whitney                 |
| Jason Mantzoukas         | Dr. Theodorakis         |
| Elise a Zoey Varga       | Stella Radner           |
| Brian Houskey            | Bill Wazowkowski        |
| Randall Park             | Rep                     |
| Liz Cackowski            | Wendy                   |

## Přijetí
Film vydělal přes 150 milionů dolarů v Severní Americe a přes 120 milionů dolarů v ostatních oblastech, celkově tak vydělal 270,7 milionů dolarů po celém světě. Rozpočet filmu činil 18 milionů dolarů. Za první víkend docílil nejvyšší návštěvnosti, kdy vydělal 49 milionů dolarů.